# Ка де Рамунди (Савона)
Ка де Рамунди је насеље у Италији у округу Савона, региону Лигурија.
Према процени из 2011. у насељу је живело 25 становника. Насеље се налази на надморској висини од 352 м.